# 東京ディズニーリゾート40周年“ドリームゴーラウンド”
『東京ディズニーリゾート40周年“ドリームゴーラウンド”』（とうきょうディズニーリゾート40しゅうねん“ドリームゴーラウンド”）は、2023年4月15日から2024年3月31日にかけて東京ディズニーリゾート（TDR）で開催されたアニバーサリーイベント。2023年4月15日で東京ディズニーランド（TDL）が開園40周年を迎えるのを記念し、TDR全体でアニバーサリーイベントが行われた。

## 内容
40周年を記念して、パーク全体に「ドリームガーランド」のデコレーションが施される。また、東京ディズニーランド内のシンデレラ城には「40」の数字が飾られ、周囲には、日が沈むと光り輝くピクシーダスト（妖精の粉）のバナーが施される。
イベント開始前の2023年4月10日より新メニューの販売が開始。チュロス、ポップコーン、ティポトルタが新しいフレーバーで提供される。
また、東京ディズニーランドでは新たなデイタイムパレード「ディズニー・ハーモニー・イン・カラー」が開始された。このパレードでは約3年ぶりにダンサーが復活し、初公開時には涙を流して感動する人もいたという。
東京ディズニーシーでは新たな水上グリーティング「レッツ・セレブレイト・ウィズ・カラー」が実施される。
ディズニーリゾートラインでは期間中、40周年を記念したラッピングモノレールが運行される。
また、40周年を記念したスペシャルパレードも日本各地9か所で4月29日から開催されることも併せて発表された。